# Picot elegant
El picot elegant (Celeus elegans) és una espècie d'ocell piciforme de la família dels picots (Picidae). La seva àrea geogràfica comprèn Colòmbia, Veneçuela, sud de Guyana, l'Equador, Bolívia i nord del Brasil, i Trinitat.
El seu hàbitat és la selva tancada. Construeix el niu en un arbre mort; és una càmera de 30 centímetres de profunditat on pon tres ous blancs.
Aquesta espècie mesura 28 centímetres de llarg i pesa 127 g. Presenta un color castany castanyer amb els flancs groguencs i una cresta groga. Les ales i cua són negres i el bec groc ivori. El mascle té una ratlla malar vermella, la resta del plomatge no presenta dimorfisme sexual.
S'alimenta principalment en els arbres i arbustos d'insectes, fins i tot tèrmits, i fruites.